# Sheldon (Dacota do Norte)
Sheldon é uma cidade localizada no estado norte-americano de Dacota do Norte, no Condado de Ransom.

## Demografia
Segundo o censo norte-americano de 2000, a sua população era de 135 habitantes.
Em 2006, foi estimada uma população de 122, um decréscimo de 13 (-9.6%).

## Geografia
De acordo com o United States Census Bureau tem uma área de
0,5 km², dos quais 0,5 km² cobertos por terra e 0,0 km² cobertos por água. Sheldon localiza-se a aproximadamente 336 m acima do nível do mar.

## Localidades na vizinhança
O diagrama seguinte representa as localidades num raio de 28 km ao redor de Sheldon.